# Seconda ondata femminista
Il femminismo della seconda ondata corrisponde ad un periodo di attivismo e filosofie femministe iniziato nel corso gli anni 1960 negli Stati Uniti d'America, per poi di lì diffondersi in tutto il mondo occidentale e oltre. Negli Stati Uniti il movimento è durato fino ai primi anni ottanta. Più tardi è diventato un movimento mondiale che si è espresso ed ha avuto forza in Europa e in alcune parti dell'Asia, come la Turchia e Israele, dov'è iniziato negli anni ottanta, mentre ha avuto altri momenti anche in svariati altri Paesi.
Mentre il femminismo della prima ondata o "prima ondata femminista" si concentrò principalmente sull'ottenimento del suffragio femminile e le questioni relative agli ostacoli giuridici all'uguaglianza di genere (ad esempio il diritto di voto e di proprietà), il femminismo della seconda ondata allargò il dibattito ad una più ampia gamma di questioni quali la sessualità, la famiglia, il lavoro e i diritti riproduttivi, le disuguaglianze de facto e quelle giuridiche ufficiali.
Il femminismo della seconda ondata ha inoltre anche richiamato l'attenzione sulla violenza domestica e sulle questioni inerenti allo stupro coniugale, sulla creazione di associazioni antistupro e sui centri di accoglienza per le donne traumatizzate e maltrattate, infine sui cambiamenti in atto nel diritto di custodia dei figli e di divorzio.
Molti storici ritengono che l'era femminista della seconda ondata in America abbia termine nei primi anni ottanta con le controversie intrafemministiche delle "guerre sessuali femministe" su questioni come la sessualità e la pornografia, che hanno inaugurato l'era della terza ondata femminista nei primi anni 1990.

## Presentazione
Dopo la prima guerra mondiale il movimento femminista rallentò la propria marcia anche se i paesi occidentali, uno dopo l'altro, concedettero il diritto di voto alle donne, che era sempre apparso come la richiesta più importante. L'ottenimento di questa vittoria non significò che la situazione delle donne fosse divenuta tutto ad un tratto simile a quella degli uomini, in quanto ad esempio la partecipazione nella vita politica era rimasta ancora di fatto interdetta.
Inoltre, in un'Europa che aveva perso milioni di uomini, alla donna venne dato il compito di protettrice della famiglia per garantire la necessaria ripopolazione. L'immediato dopoguerra segna un ritorno significativo verso il passato per quando riguarda le istanze femministe, come ad esempio spiega lo storico britannico Richard J. Evans nel suo libro The Feminists: Women's Emancipation Movements in Europe, America and Australasia 1840-1920: gli anni venti segnano la fine dell'epoca della "prima ondata femminista".
Anche se questa affermazione viene interpretata con prudenza da altri, ad esempio la statunitense Nancy F. Cott, che vede il periodo 1920-1960 più come un momento di transizione. Secondo la maggior parte degli autori comunque la seconda ondata femminista iniziata in territorio statunitense e gradualmente diffusasi poi in altri paesi del mondo, copre il periodo che va dai primi anni sessanta all'inizio del 1980.

## Panoramica per paese

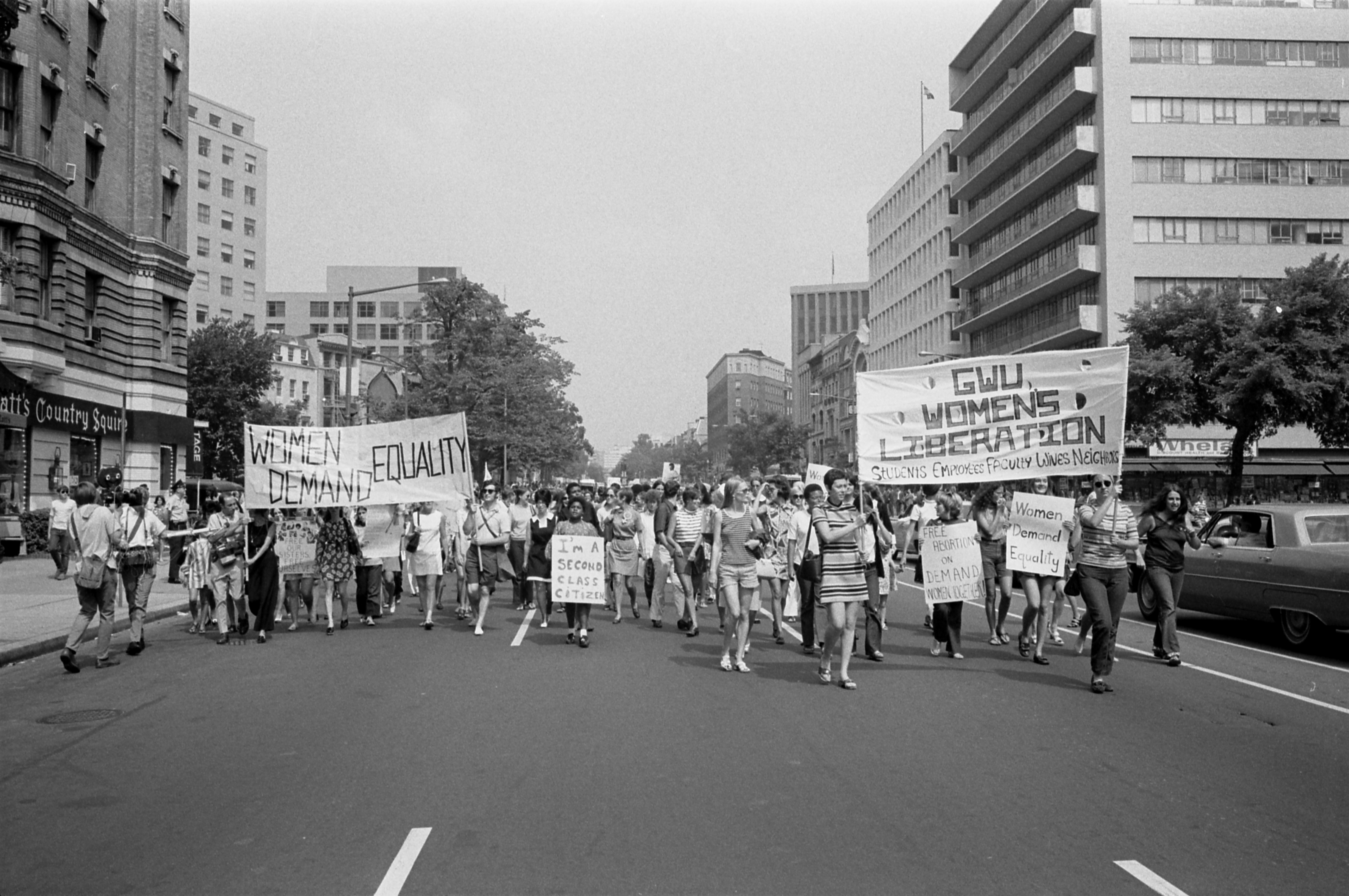
Dimostrazione femminista a Washington (1970).

### Stati Uniti
La seconda ondata femminista in America del Nord fu una reazione ritardata contro la rinnovata domesticità delle donne a seguito della seconda guerra mondiale: il baby boom del dopoguerra nella seconda metà degli anni quaranta, che fu un'era caratterizzata da una crescita economica senza precedenti, segnò il passaggio (soprattutto nelle periferie) verso un orientamento ancora una volta tradizionale dell'idea di famiglia e dell'ideale matrimoniale. Questa situazione è stata chiaramente illustrata dai mezzi di comunicazione di massa del tempo; per esempio gli spettacoli televisivi come Papà ha ragione e Il carissimo Billy i quali proponevano un'immagine idealizzata della vita domestica.
Prima della seconda ondata vi sono stati alcuni eventi importanti che ne hanno posto le basi movimentiste. La scrittrice e filosofa francese Simone de Beauvoir aveva già attorno agli anni quaranta esaminato la nozione di "essere donna" percepita come "alterità" nella società ancora immersa in una concezione di patriarcato; arrivò a concludere che l'ideologia centrale maschile viene accettata come una norma e attuata dalla continua evoluzione dei miti; e che il fatto che le donne siano in grado di rimanere incinte, di allattare e di avere le mestruazioni, non è in alcun modo una causa o una spiegazione valida per accantonarle come Il secondo sesso. Questo suo libro venne pubblicato per la prima volta in America nel 1953.
Nel 1960 la Food and Drug Administration approvò la pillola anticoncezionale orale combinata, che venne resa disponibile nel 1961: ciò permise alle donne di avere una carriera professionale senza essere costrette d'improvviso ad abbandonarla a causa di un'inaspettata gravidanza.
L'amministrazione del presidente John Fitzgerald Kennedy fece dei diritti delle donne un tema fondamentale della Nuova Frontiera e chiamò delle donne (come Esther Peterson) a molti posti di alto rango nella sua amministrazione. Kennedy istituì anche una commissione presidenziale sullo status delle donne ("Presidential Commission on the Status of Women") presieduta da Eleanor Roosevelt e composta da funzionari del governo (tra cui Peterson e il Procuratore generale degli Stati Uniti d'America nonché suo fratello Robert Kennedy), oltre a senatori, rappresentanti, imprenditori, psicologi, sociologi, professori, attivisti e pubbliche autorità.
Vi erano anche azioni notevoli compiute da donne in una società divenuta più ampia, preannunciando così il loro più vasto impegno nella politica che si sarebbe verificato con l'esplosione della "seconda ondata". Nel 1961 50 000 donne in 60 città diverse vennero mobilitate da "Women Strike for Peace" per protestare contro gli esperimenti sul terreno della bomba atomica ed il latte contaminato.
Nel 1963 Betty Friedan, influenzata fortemente dall'opera di de Beauvoir, scrisse il bestseller intitolato La mistica della femminilità; discutendo soprattutto di e con donne bianche, ella obiettò esplicitamente su come le donne sono state raffigurate nei media mainstream e su come rimanendo chiuse in casa hanno limitato le loro possibilità e sprecato potenziale.
Era stata aiutata a condurre quest'importante indagine usando le sue vecchie compagne di classe dello Smith College; il sondaggio ebbe a rilevare che le donne che svolgevano un ruolo in casa ma che nel contempo erano anche nella forza lavoro risultavano più felicemente appagate e soddisfatte della loro vita rispetto alle loro controparti rimaste casalinghe.
Le donne che rimanevano in casa mostravano sentimenti misti di agitazione e tristezza; ne concluse che molte di queste donne infelici erano cresciute nell'idea che non avrebbero dovuto avere alcuna ambizione esterna alla loro casa. Friedan descrisse tutto questo come "il problema che non ha nome": la perfetta immagine della famiglia nucleare raffigurata e fortemente commercializzata al momento, scrisse, non rifletteva la felicità ed era piuttosto degradante per le donne. Questo libro è ampiamente accreditato per aver iniziato il femminismo della seconda ondata.
Sebbene sia largamente accettato che il movimento sia durato dagli anni sessanta agli inizi degli anni ottanta, gli esatti anni del movimento sono più difficili da interpretare e sono molto spesso contestati. La fase movimentista si crede possa aver avuto il suo inizio nel 1963 quando la "Mamma del Movimento" Friedan pubblicò il suo libro e la presidenza Kennedy presentò la relazione sulla disuguaglianza di genere della sua Commissione sullo status femminile.
Il rapporto rivelò che indubbiamente esistevano delle disuguaglianze di genere, ma raccomandò anche di appianarle attraverso il congedo di maternità retribuito, un maggior accesso all'istruzione e un aiuto alla cura dei figli. Questo, insieme al saggio di Friedan che parlava del malcontento di molte donne (soprattutto casalinghe), portò alla formazione di molti gruppi femminili locali, statali e federali, così come molte organizzazioni femministe indipendenti. Friedan aveva riferito dell'esistenza di un movimento già nel 1964.
Il movimento crebbe velocemente anche grazie a varie vittorie giuridiche ottenute, come l'"Equal Pay Act of 1963", il Civil Rights Act (1964) (al titolo VII) e attraverso "Griswold v. Connecticut", la sentenza della Corte suprema degli Stati Uniti d'America contro il Connecticut nel 1965. Nel 1966 Friedan si unì ad altre donne e uomini per fondare la National Organization for Women (NOW); Friedan sarebbe stata eletta prima presidentessa dell'organizzazione.
Nonostante i primi successi ottenuti sotto la guida di Friedan, la sua decisione di esercitare una pressione sull'"Equal Employment Opportunity" per utilizzare il titolo VII della " Civil Rights Act (1964)" per imporre ulteriori opportunità di lavoro tra le donne americane finì con l'incontrare una forte opposizione all'interno dell'organizzazione. Trovando argomenti tra alcuni membri afroamericani del gruppo molte delle leader del NOW erano convinte che il vasto numero di afroamericani maschi che vivevano al di sotto della soglia di povertà avevano bisogno di un maggior numero di opportunità di lavoro rispetto alle donne della classe medio-alta.
Friedan abbandonò la presidenza nel 1969. Intanto nel 1963 la giornalista freelance Gloria Steinem si era guadagnata una diffusa popolarità tra le femministe dopo aver scritto un diario durante il suo lavoro sotto copertura come coniglietta al Playboy Club; fu pubblicato in due parti tra maggio e giugno nella rivista Show. Nel suo diario Steinem affermò che il club stava maltrattando le sue cameriere per ottenere clienti maschi e sfruttare le "conigliette di Playboy" nella loro qualità di simboli dello sciovinismo maschile. rilevando che il manuale del club istruiva le conigliette su come comportarsi: "vi sono molti modi gradevoli che si possono impiegare per far crescere il volume di vendita di liquori del club".
Nel 1968 Steinem era diventata probabilmente la figura più influente del movimento e il sostegno per la legalizzazione dell'aborto e le cure quotidiane finanziate federalmente erano diventati i due obiettivi principali per le femministe. Tra le più significative vittorie giuridiche del movimento dopo la formazione di NOW furono un decreto esecutivo del 1967 che estendeva i diritti d'azione positiva alle donne, una decisione dell'"Equal Employment Opportunity Commission" (EEOC) del 1068 che decideva di aiutare le vittime della segregazione sessuale illegale tramite annunci, il titolo IX e la "Women's Educational Equity Act" (1972-74), il titolo X (1970, sulla sanità e la pianificazione familiare), la "Equal Credit Opportunity Act" (1974), la legge sulla discriminazione della gravidanza del 1978 ("Pregnancy Discrimination Act"), l'abolizione della violenza coniugale (sebbene non fu bandita da tutti li stati fino al 1993) e la legalizzazione del divorzio senza frode (anche se non legalizzato in tutti gli stati fino al 2010), una legge del 1975 che prevede di inserire donne nei corpi d'accusa militari e, per finire, molti casi affrontati dalla Corte suprema, forse soprattutto Roe contro Wade del 1973.
Tuttavia il cambiamento degli atteggiamenti sociali nei confronti delle donne è di solito considerato il più grande successo del movimento femminista. Nel gennaio del 2013 il segretario della difesa degli Stati Uniti d'America Leon Panetta ha annunciato che il divieto sulla missioni a lungo termine per le donne che servono nei ruoli militari statunitensi è stato revocato. Il Dipartimento della Difesa degli Stati Uniti d'America intende integrare le donne in tutte le posizioni di combattimento entro il 2016.
Il femminismo della seconda ondata ha anche influenzato altri movimenti, come il movimento dei diritti civili e il movimento dei diritti degli studenti, poiché le donne cercarono anche la loro uguaglianza. Nel 1965 Casey Hayden e Mary King pubblicarono "Sex and Caste: A Kind of Memo", che descrive la disuguaglianza femminile all'interno dell'organizzazione dei diritti civili Student Nonviolent Coordinating Committee (SNCC).
Nel giugno del 1967 Jo Freeman frequentò un corso scolastico gratuito sulle donne dell'università di Chicago guidato da Heather Booth e da Naomi Weisstein. Le invitò ad organizzare un gruppo di lavoro alla "National Conference of New Politics" (NCNP), che si tenne durante il fine settimana del Labor Day nel 1967 a Chicago. Alla conferenza si formò un gruppo di donne guidato da Freeman e Shulamith Firestone cercando di presentare le proprie richieste alla sessione plenaria. Tuttavia le donne furono informate che la loro risoluzione non era abbastanza importante per una discussione generale ma quando, minacciando di legare la convenzione con le proposizioni procedurali, riuscirono ad avere la loro dichiarazione inserita alla fine dell'agenda dei lavori, però non riuscì mai ad essere discussa.
Quando il presidente della "National Conference for New Politics" Willam F. Pepper rifiutò di riconoscere alcune delle donne in attesa di parlare invitando qualcun altro al loro posto cinque donne, tra cui Firestone, si precipitarono sul podio per chiedere di sapere il perché di un tal comportamento. Ma Willam F. Pepper colpendo Firestone in testa disse: "Muoviamoci, su bambina, abbiamo questioni più importanti da discutere qui che la liberazione delle donne".
Freeman e Firestone convocarono una riunione delle donne che erano state al corso scolastico gratuito e al seminario femminile alla Conferenza; questo divenne il primo gruppo di liberazione delle donne di Chicago. Fu conosciuto come "Gruppo Westside" perché si riuniva settimanalmente nell'appartamento di Freeman, sul lato ovest di Chicago. Dopo qualche mese Freeman avviò una newsletter che chiamò "Voce del movimento di liberazione delle donne". Esso ha circolato in tutto il paese (e in alcuni paesi stranieri), dando il suo nome al nuovo movimento della liberazione femminile. Molte donne del gruppo Westside avviarono in seguito altre organizzazioni femministe, tra cui l'"Unione di liberazione femminile di Chicago".
Nel 1968 un organizzatore del servizio di sicurezza presso l'università di Washington notò in una riunione di uomini bianchi che a volte, dopo aver analizzato i mali della società, gli uomini condividevano il tempo libero attraverso la "danza dell'amore" considerò che tali attività hanno fatto molto per migliorare la coscienza politica degli uomini bianchi. Una donna nel pubblico chiese cosa mai avesse fatto per la coscienza della donna. Dopo la riunione una manciata di donne formarono il primo gruppo di liberazione femminile di Seattle.
Dai primi anni ottanta è stato in gran parte percepito che le donne avevano oramai ottenuto i loro obiettivi ed erano riuscite a cambiare gli atteggiamenti sociali verso il ruolo di genere facendo abrogare leggi oppressive che si basavano sul sessismo, l'integrazione dei "Boys Club" quali l'accademia militare, le United States Armed Forces, la NASA, i college maschili, i club per soli uomini, la Corte suprema degli Stati Uniti d'America, rendendo illegale la discriminazione di genere in tutti questi luoghi. Tuttavia nel 1982 l'aggiunta del Equal Rights Amendment alla Costituzione degli Stati Uniti d'America non è riuscita, dopo essere stata ratificata solo da 35 Stati federati degli Stati Uniti d'America.
La seconda ondata del movimento femminista riscosse un notevole successo, con le eccezioni significative costituite dal fallimento della ratifica del "Equal Rights Amendment" e il veto posto dal presidente Richard Nixon alla "Comprehensive Child Development Bill of 1972" (che avrebbe fornito un sistema nazionale di assistenza giornaliera), le due uniche grandi sconfitte legislative. Gli sforzi per far ratificate l'emendamento sulla parità di diritti continuarono; 10 stati adottarono modifiche costituzionali fornendo una base giuridica per la parità di diritti i quali "non devono essere negati a causa del sesso", e la maggior parte di queste disposizioni rispecchiarono l'Equal Rights Amendment.
Inoltre molti gruppi femministi sono attivi ancor oggi e presenti nelle maggiori forze politiche del paese. A partire dal 2011 le donne raggiungono il Bachelor's degree più spesso rispetto agli uomini; la metà dei presidenti di Ivy League sono stati donne e il numero della presenza femminile nel governo, un campo tradizionalmente maschilista, è notevolmente aumentato. Nel 2009 la percentuale di donne nella forza lavoro ha superato temporaneamente quella degli uomini.
Lo stipendio della donna media è aumentato nel corso del tempo, anche se a partire dal 2008 è solo il 77% dello stipendio di un uomo medio, un fenomeno spesso definito come divario retributivo di genere. Se ciò sia dovuto ad una discriminazione di fondo è una questione molto controversa, tuttavia esperti di economia e sociologia hanno fornito prove in tal senso.
La seconda ondata femminista statunitense nei primi anni ottanta coincise con le "guerre sessuali" femministe le quali sono state ingaggiate dalla terza ondata femminista esplosa nei primi anni novanta.

### Francia
In Francia la seconda ondata trova il suo preludio nel 1949 con la pubblicazione del saggio di Simone de Beauvoir intitolato Il secondo sesso che s'ispira ai movimenti femministi angloamericani di "Women's Lib". Alla fine degli anni sessanta i gruppi femministi si formano senza essere unificati; la riconciliazione avviene a partire dal 1970, anche se la data esatta rimane oggetto di controversie, ma le prime azioni unitarie vengono organizzate in quell'anno.
Nel mese di maggio il giornale L'Idiot international di Jean-Edern Hallier pubblica "Combat pour la libération des femmes". Questo testo viene seguito da un'azione il 26 agosto 1970 quando un gruppo di donne guidate da Christiane Rochefort e Monique Wittig cercano di deporre una corona di fiori in omaggio alla "Moglie del milite ignoto" sull'Arco di Trionfo. Questa data è spesso usata per segnare la nascita del movimento di liberazione femminile francese ("Mouvement de libération des femmes").
Poi le attiviste che ebbero l'impressione di essere state lasciate fuori dal maggio francese vollero iniziare a trasformare la società la quale non sembrava riservare loro se non l'ambiente domestico o ruoli puramente tecnici. Le principali battaglie riguardarono il riconoscimento del lavoro domestico, la liberazione della sessualità e il diritto all'aborto legale gratuito.
Nel 1971 su iniziativa delle giornaliste Jean Moreau e Nicole Muchnik, de Beauvoir scrisse il Manifesto delle 343; questa petizione, firmata per l'appunto da 343 donne note o meno note, che avevano avuto un aborto, esponendosi così al momento all'apertura di un procedimento penale. Nel Nouvel Observateur del 5 aprile un articolo inizia con queste parole: "Un milione di donne hanno aborti ogni anno in Francia. Lo fanno in condizioni pericolose a causa della segretezza a cui vengono condannate, mentre questa operazione, eseguita sotto controllo medico, è assai semplice. Si tace circa i milioni di donne che lo fanno. Dichiaro che io sono una di loro. Dichiaro di aver eseguito un aborto. Così come chiediamo il libero accesso al controllo delle nascite, così esigiamo l'aborto libero ".
Il diritto alle legislazioni sull'aborto verrà vinto con l'adozione della Legge Veil del 17 gennaio 1975 che sottopone a depenalizzazione l'interruzione volontaria della gravidanza. In precedenza le lotte femministe avevano già condotto alla legalizzazione del diritto alla contraccezione tra il 1967 e il 1974. Anche su queste questioni le donne riuscirono a raggiungere la parità: concorsi misti nel settore pubblico (1974), proibizione di licenziamento a causa del sesso o dello stato civile degli individui, introduzione del mutuo divorzio consensuale.

### Regno Unito
Nel corso degli anni settanta nel Regno Unito l'attivismo femminista prende molte forme, con la creazione di centri femminili, diverse campagna di lotta, marce contro le limitazioni dell'aborto, l'apertura di centri di accoglienza per donne vittime di violenza ecc. Le azioni più eclatanti sono esplicitamente compiute per attirar l'attenzione dei mass media, coma accadde nel 1970 quando le femministe armate di farina, bombolette puzzolenti e pistole ad acqua riuscirono ad interromper il concorso per Miss Mondo che si stava tenendo alla Royal Albert Hall di Londra. Il loro slogan era: "Noi non siamo belle, non siamo brutte, siamo arrabbiate".
Le femministe manifestarono anche le loro posizioni attraverso vari scritti sia da opere come L'eunuco femmina di Germaine Greer, che divenne rapidamente un bestseller mondiale, oppure attraverso la prima rivista femminista radicale, Spare Rib, lanciata da Marsha Rowe e Rosie Boycott. Le femministe otterranno nel 1967 la legalizzazione della contraccezione (mentre la pillola anticoncezionale diverrà libera nel 1974) e quella dell'aborto in determinate condizioni, oltre alla legge sulla proprietà delle donne sposate (1964), la legge sulla parità di retribuzione (1970), la legge sulla discriminazione sessuale (1975) e la legge sulla violenza domestica (1976).

### Germania
Il femminismo dopo la Grande Guerra si era indebolito e dopo l'esperienza delle donne nella Germania nazista e della seconda guerra mondiale esse ritornarono alle loro case. Anche se possedevano legalmente, a quel tempo, quasi gli stessi diritti degli uomini, che donne che si dedicarono a questo nuovo movimento femminista reclamarono miglioramenti nel funzionamento della società.
Mentre con il debutto degli anni sessanta si nota un avvicinamento tra i partiti di sinistra e gli studenti, le femministe si rendono conto che esse non vengono ascoltate dagli uomini coinvolti in questi gruppi; operarono così un distacco da loro e si svilupparono indipendenti, con loro propri discorsi. Una delle azioni più importanti dell'epoca fu la pubblicazione, sul modello francese, di un testo in cui 374 donne riconoscevano di aver commesso un aborto.
Un secondo punto importante fu quello concernente la divisione del lavoro nella società con la questione correlata del lavoro domestico. Le relazioni tra i sessi vennero analizzate come rapporti di potere; le femministe si sviluppano all'interno dell'ambiente sociale e riescono a toccare le donne tedesche in generale grazie alla proliferazione di riviste, case editrici femminili, collezioni di libri pubblicati da editori ecc.

### Italia
Nel corso degli anni sessanta e settanta le attiviste femministe italiane criticavano gli anni precedenti opponendovisi. Spesso erano associate con i movimenti della nuova sinistra politica ed erano tentate dai loro avversari all'estremismo; ma si trovavano a volte anche in partiti politici meglio integrati nella politica classica.
Ad esempio l'Unione Donne in Italia, legata ai partiti comunisti e socialisti, recepiva piuttosto i malumori presenti all'interno del movimento. Ma col tempo le divisioni gradualmente diminuirono e ciò che erano state originariamente considerate come delle richieste estreme furono progressivamente recuperate dai partiti ufficiali.

### America Latina
I più grandi paesi dell'America Latina come il Messico, il Brasile o l'Argentina, hanno anch'essi sperimentato la seconda ondata femminista, seppur come un fenomeno limitato alle capitali e soprattutto tra la classe maggiormente agiata. Negli anni successivi le lotte politiche tra movimenti clandestini armati e le varie dittature presenti nel continente impedirono alle femministe di parlare con la conseguenza che le conquiste ottenute dalla seconda ondata del femminismo non trovarono un'eco prima degli anni '80.

## Nella cultura di massa
Le femministe della seconda ondata hanno generalmente giudicato i mezzi di comunicazione di massa come intrinsecamente soggetti a sessismo ed hanno creato una propria cultura popolare nel tentativo di contrastarli. L'autrice australiana Helen Reddy con la sua canzone I Am Woman ha svolto un ruolo importante nella cultura popolare e divenne un inno femminista. Reddy era conosciuta come una "ragazza-manifesto" del femminismo o icona femminista.
Poche settimane dopo il suo ingresso in classifica I Am Woman venne rifiutata dalle stazioni radio che ne impedirono così la messa in onda. Reddy ha quindi iniziato suonare la canzone durante numerosi spettacoli televisivi. Mentre la canzone ha guadagnato popolarità, le donne hanno iniziato a chiamare le stazioni radio chiedendo di ascoltare I Am Woman. La canzone rientrò in tal modo presto nelle classifiche per raggiungerne la vetta nel dicembre 1972
.
Uno dei progetti inerenti alla seconda ondata femminista è stato anche quello di creare immagini positive delle donne, per agire di contrappeso sulle immagini predominanti che circolavano nella cultura popolare e per far crescere l'autocoscienza femminile nei riguardi delle proprie oppressioni.

### I Am Woman
Nel 1972 Helen Reddy pubblicò il suo singolo I Am Woman; la cantante ebbe a dire ai giornalisti che la stavano intervistando che la canzone parlava dell'orgoglio di essere una donna. Dopo essere stata inserita nella Billboard Hot 100, il pezzo abbandonò quasi subito le classifiche perché la varie stazioni radio rifiutarono di trasmetterla. Esse credevano, assieme ai critici musicali, che la canzone rappresentasse "tutto ciò che è stupido all'interno del movimento di liberazione femminista".
Reddy iniziò allora a far eseguire il brano in diversi spettacoli di varietà. Quando la canzone divenne più popolare le donne cominciarono a chiamare le radio chiedendo di far trasmettere la canzone. A seguito di ciò il singolo salì rapidamente le classifiche fino a raggiungerne la vetta. I Am Woman è diventata anche una canzone di protesta che le donne hanno cantato durante le loro manifestazioni in cui chiedevano parità di diritti e di trattamento.

### "Olivia Records"
Nel 1973 un gruppo composto da cinque femministe creò la prima etichetta discografica di proprietà interamente sottoposta alla gestione delle donne, la "Olivia Records". Raccontarono di aver creato una propria etichetta discografica perché erano frustrate dal fatto che le principali etichette fossero troppo lente nell'aggiungere artisti femminili nei loro listini.
Una delle fondatrici, Judy Dlugacz, ebbe ad affermare che "è stata la possibilità di creare opportunità per artisti di sesso femminile all'interno di un settore che a quel tempo ne aveva ben pochi". Inizialmente avevano un budget di 4.000 dollari e si basavano sulle donazioni per tenere viva la documentazione e gli archivi di Olivia. Grazie a tali donazioni la società produsse il suo primo LP, un album interamente composto da canzoni femministe intitolato I Know You Know.
L'etichetta discografica si basava in origine su volontari e sulle librerie femministe per la distribuzione dei propri dischi, ma dopo pochi anni i loro successi cominciarono ad essere venduti nei negozi di dischi mainstream. "Olivia Records" ha avuto un tale successo che la società si trasferì da Washington a Los Angeles nel 1975; fece in tempo a pubblicare diversi dischi e album e la sua popolarità continuò a crescere.
Questo tipo di musica fu inizialmente chiamato "musica lesbica" ma veniva conosciuta anche come "musica da donna". Tuttavia anche se "Olivia Records" è stato inizialmente destinata alle donne, nel corso degli anni '80 si è cercato di allontanarsi da quello stereotipo ed incoraggiò anche gli uomini ad ascoltare la loro musica.

### Musica femminile
La musica femminile era costituita da musiciste le quali combinavano la musica con la politica per esprimere gli ideali femministi. Nelle grandi città di tutti gli Stati Uniti si cominciarono a tenere festival musicali femminili, costituiti interamente da artiste che cantavano le loro canzoni basandosi sulle proprie esperienze personali. Il primo festival di musica femminile si è tenuto nel 1974 all'università dell'Illinois.
Nel 1979 in Michigan si è tenuto un festival di musica femminile che ha attirato 10.000 persone provenienti dall'intero paese. Questi festival avevano il compito d'incoraggiare le cantanti già famose, come Laura Nyro e Ellen McIllwaine, ad iniziare a scrivere e produrre canzoni proprie. invece di passare attraverso il vaglio di una grande etichetta discografica.
Molte donne hanno anche iniziato a suonare musica hard rock, un genere tradizionalmente dominato dai maschi; ra gli esempi più riusciti figurano anche le sorelle Ann Wilson e Nancy Wilson, che formavano il famoso gruppo Hard Rock Heart.

## Inizio e sensibilizzazione
Gli inizi del femminismo della seconda ondata possono essere studiati osservando i due rami attraverso cui il movimento si è formato: le femministe liberali e le femministe radicali. Le prime, guidate da figure come Betty Friedan e Gloria Steinem, sostennero la legislazione federle che avrebbe promosso e migliorato la vita personale e professionale delle donne.
Dall'altra parte le femministe radicali, come Sandra "Casey" Hayden e Mary King, hanno adottato le competenze e le lezioni che hanno imparato dal loro lavoro a fianco delle organizzazioni per i diritti civili come Students for a Democratic Society e Student Nonviolent Coordinating Committee. Esse crearono una piattaforma per parlare della violenza contro le donne e del sessismo, due degli argomenti più importanti che le donne hanno affrontato durante il lavoro con il maggiore movimento per i diritti civili degli afroameicani.

### Il movimento femminista liberale
Dopo essere state rimosse dalla forza lavoro a causa di pressioni personali o sociali molte donne dell'America postbellica sono ritornate in casa o sono state collocate solo nel settore dei servizi femminili. Dopo la pubblicazione de La mistica della femminilità di Friedan nel 1963 molte donne si riconobbero nella sensazione d'isolamento e insoddisfazione che il libro dettagliatamente descriveva.
Il libro non fu però una chiamata all'azione, ma piuttosto un motivo per l'autorealizzazione e la sensibilizzazione delle donne appartenenti al ceto medio in tutto il territorio statunitense. Molte di queste donne presto si organizzarono per formare la National Organization of Women (NOW) nel 1966 la cui "Dichiarazione di propositi" affermò guadagnarsi l'uguaglianza sociale rappresenta per le donne soltanto un piccolo tassello della più ampia rivoluzione nazionale dei diritti civili che si stava verificando nel corso degli anni '60.

### Il movimento femminista radicale
Le donne che hanno favorito il femminismo radicale hanno parlato collettivamente di essere state costrette a rimanere in silenzio e obbedienti ai leader maschi delle organizzazioni della New Left. Esse hanno parlato di come non solo sono state chiamate a fare lavori subordinati come la scrittura di discorsi e la spedizione di lettere, ma vi era anche l'aspettativa da parte dei maschi con cui lavoravano di dormire con loro.
Mentre avvenivano questi atti di molestia sessuale, le giovani donne sono state trascurate nel loro diritto ad avere proprie esigenze e desideri riconosciuti dal gruppo dominante maschile. Molte femministe radicali avevano imparato da queste organizzazioni come pensare radicalmente nei confronti del proprio valore e sulla sua importanza, ed applicarono queste lezioni apprese nelle relazioni che avevano tra di loro.
Il movimento lesbico ebbe una parte militante nella seconda ondata femminista: "Bisognerà attendere gli anni 1970 perché le lesbiche diventino l'avanguardia del movimento di liberazione delle donne".

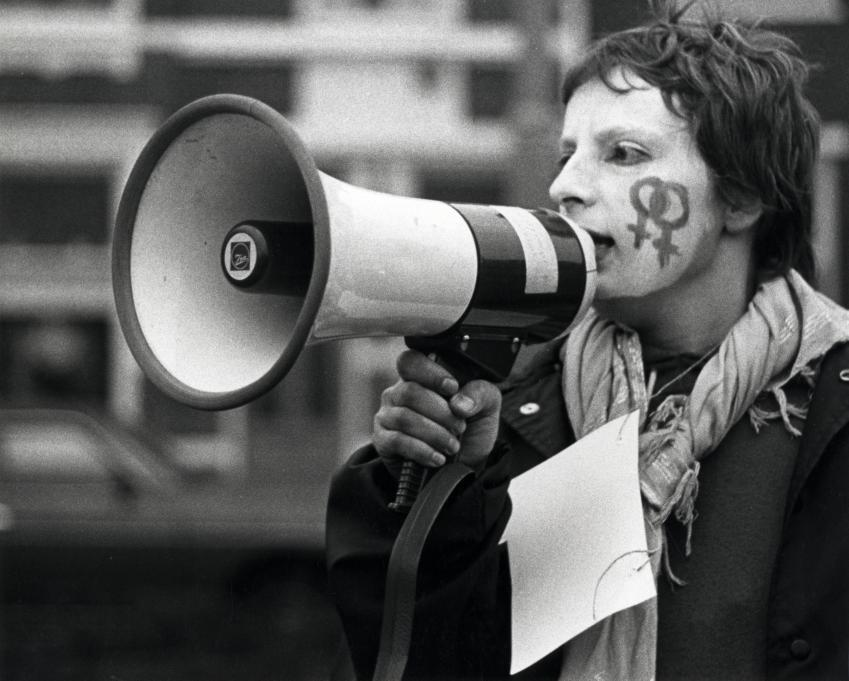
Manifestazione pro-aborto nei Paesi Bassi (1981).

## Cambiamenti sociali

### Utilizzo della contraccezione
Trovando la necessità di parlare dei vantaggi connessi alla Food and Drug Administration, le femministe passarono a dare la loro approvazione per l'uso dei metodi di controllo delle nascite nel corso degli anni '60; le femministe liberali si sono impegnate nella creazione di gruppi e laboratori con l'obiettivo di promuovere la sensibilizzazione delle donne sessualmente attive. Questi workshop hanno anche richiamato l'attenzione su questioni come le malattie sessualmente trasmissibili e l'aborto sicuro.
Anche le femministe radicali si sono unite a questa spinta di sensibilizzazione. Mentre sostenevano il movimento per l'amore libero della fine degli anni '60 e dei primi anni '70, le giovani donne nel campus universitario distribuivano opuscoli sul controllo delle nascite, le malattie sessuali, l'aborto e la convivenza.
Mentre le donne bianche si preoccupavano di ottenere il controllo delle nascite per tutti, le donne di colore erano a rischio di sterilizzazione a causa di quegli stessi progressi medici e sociali:i gruppi dei nativi americani, degli afroamericani  e dei latinos documentarono e nel contempo pubblicavano abusi i sterilizzazione all'interno delle loro comunità tra gli anni '60 e '70, dimostrando che le donne erano state sterilizzate senza la loro previa conoscenza o il loro consenso.
Negli anni '70 un gruppo di donne ha fondato il "Comitato per porre fine all'abuso della sterilizzazione" (CESA) nel tentativo di fermare questa politica razzista di controllo della popolazione iniziata dal governo federale. Nel corso degli anni '40 vi era già stata una politica demografica che aveva portato alla sterilizzazione di oltre un terzo di tutte le donne di età fertile di Porto Rico.

### Violenza domestica e molestie sessuali
Il movimento femminista della seconda ondata ha anche preso una posizione forte contro la violenza fisica e l'aggressione sessuale sia in ambito domestico che in quello lavorativo. Nel 1968 NOW ha avanzato con successo la "Equal Employment Opportunity Commission" (EEOC) per far passare un emendamento al titolo VIII della Civil Rights Act (1964), che impediva la discriminazione basata sul sesso sul luogo di lavoro. Questa attenzione posta nei confronti dei diritti delle donne sul posto di lavoro ha anche indotto l'EEOC ad aggiungere le molestie sessuali nelle sue "Linee guida sulla discriminazione", dando quindi alle donne la possibilità di denunciare propri capi e colleghi per atti di aggressione sessuale.
La violenza domestica, così come lo stupro maritale, è stata dilagante nell'America del dopoguerra. Le donne sono state abusate spesso a causa della frustrazione quotidiana nella vita del marito e fino l 1975 le lesioni corporali e la violenza erano socialmente accettabili e legali, in quanto le donne venivano considerate niente più che come una proprietà dei loro mariti.
A causa dell'attivismo del movimento femminista della seconda ondata e delle agenzie locali di vigilanza con cui lavoravano, nel 1982 sono stati istituiti 300 centri di accoglienza e 45 coalizioni statali per fornire protezione e servizi alle donne abusate da parenti, conoscenti e amici maschi.